# Policromia
Policromia (do grego antigo πολυχρωμία, πολύ (poly) = muitos ; χρώμα (khrôma) = cores) é o estado de um corpo ou sistema cujas partes têm várias cores. Nesse sentido é mais que uma cor, ou seja, não é um estado de monocromia (uma cor = monocromático). No período histórico denominado 'antiguidade', povos, como os Assírios e os Caldeus pintavam as estátuas e as paredes de algumas construções com distintas e diversas cores, todas elas rodeadas por contornos negros ou de cor. Policromia é a arte feita com várias cores. É o emprego de várias cores no mesmo trabalho, "qualidade de um corpo com diversas cores".
Alguns termos derivados ou relacionados a Policromia são: policresto, policroísmo, policroíta, policromado, policromar, policrmoasia, policromático (utilizado como adjetivo, por exemplo para designar o conjunto de cores utilizados na elaboração de selos postais e outros documentos filatélicos), policromismo, policromizar, policromo.
A policromia pode ser obtida através da combinação das três cores primárias (amarelo; azul; vermelho) a mistura dessas cores pode formar novas e o preto e o branco fazem novas tonalidades, mas basicamente um trabalho policromatico é um trabalho com muitas cores. As ilustrações aparecem com cores bonitas. Tonalidades e matizes dão uma agradável sensação a quem olha. Mas, para imprimir, as cores foram separadas. Não resta dúvida de que, para se obter um resultado harmônico da combinação de cores, é necessário um certo critério, bom-senso e um mínimo de conhecimento do uso dos materiais de pintura mas a experiência pessoal é ainda mais decisiva e é o que alimenta a revolução constante da arte.

## Galeria

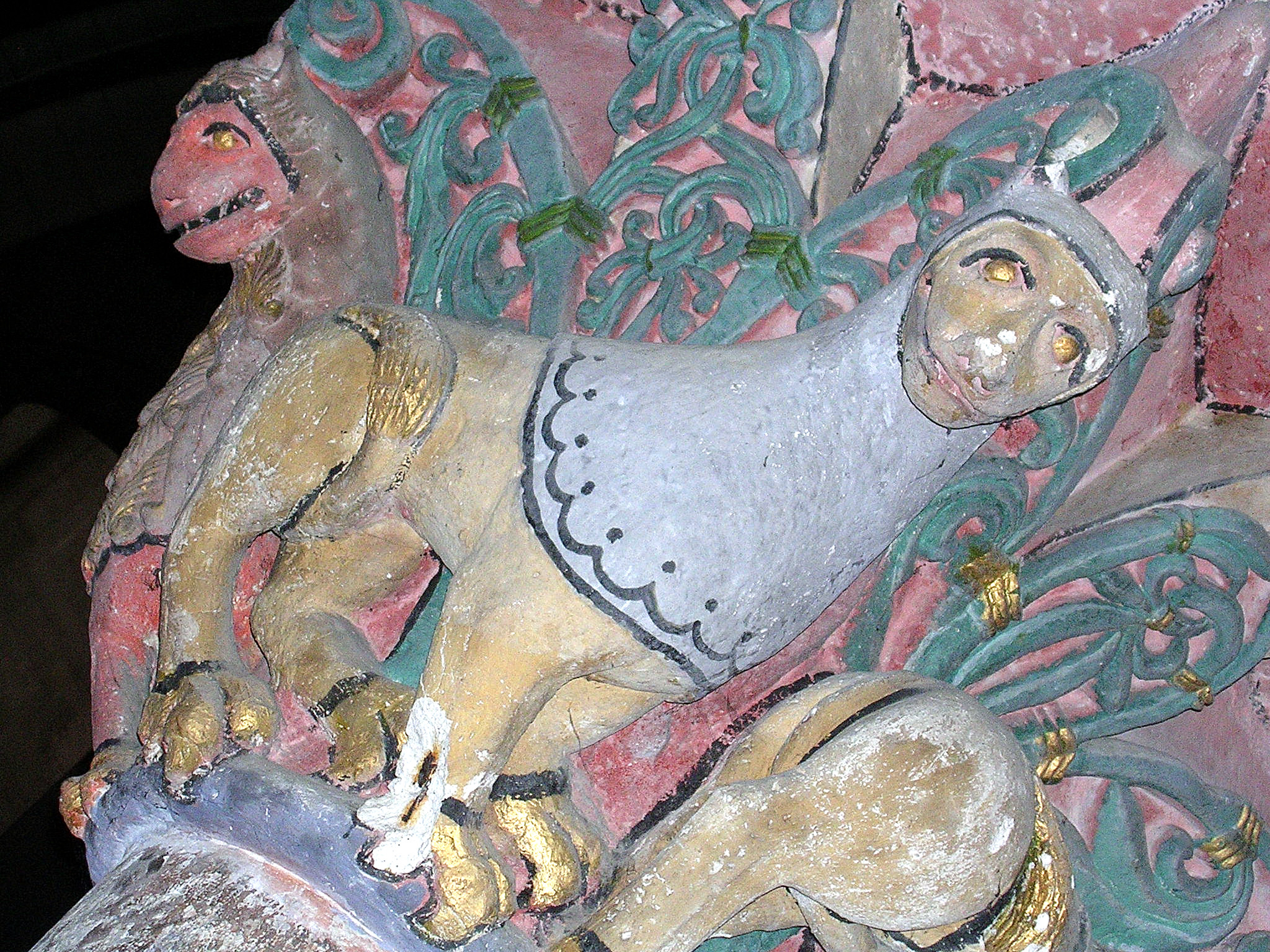
Capitel polícromo com decoração de leões do século XI da Abadia de Saint-Sever.
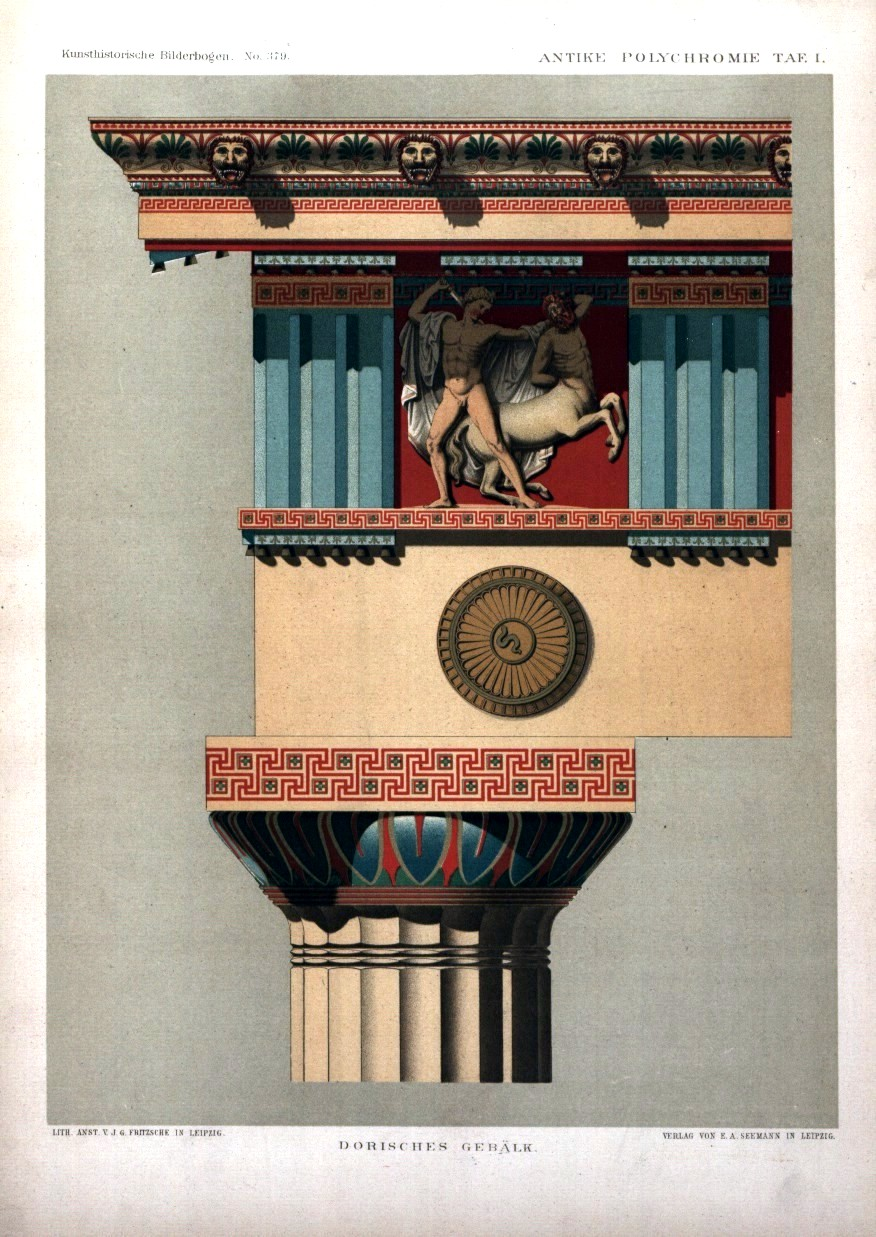
Reconstrução cromática no entablamento de um templo dórico.